# Beton amprentat
Betonul amprentat (sau betonul imprimat) este un material de construcție compozit, obținut printr-o tehnologie specială, care conține agregate, ciment, coloranți, aditivi, fibre elastice și apă, fiind pus în operă prin imprimare cu ajutorul unor matrițe care copiază aspectul și forma pietrelor naturale, a rocilor minerale, a cărămizii, sau chiar a lemnului.

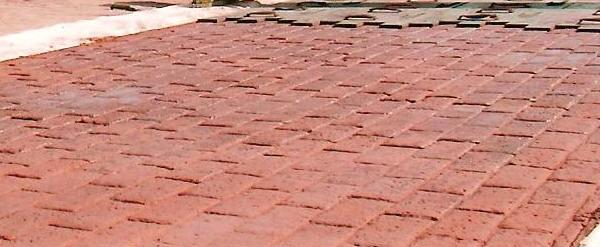
Pavaj de beton amprentat

## Descriere
Betonul amprentat are în compoziția sa fibre elastice pentru protecție împotriva fisurilor majore și aditivi pentru mărirea rezistenței la ciclurile îngheț-dezgheț.
Culoarea dorită este obținută cu ajutorul unui colorant special. Stratul colorat realizat în masa betonului are o grosime de aproximativ 10–20 mm și este foarte rezistent, conferindu-i o duritate ridicată betonului astfel obținut.
Calitatea betonului amprentat este determinată de mai mulți factori: calitatea cimentului și a agregatelor, precizia dozării ingredientelor, respectarea raportului apă/ciment, omogenitatea amestecului, modul de punere în operă și precizia imprimării betonului.

## Proprietăți
1. Rezistență la compresiune
2. Durabilitate în timp
3. Siguranță în exploatare
4. Eficiență economică
5. Flexibilitate în utilizare
6. Nu necesita intreținere specială, doar spălare cu apă
7. Nu se scufundă si nu se deformează (nu apar denivelări)
8. Nu permite apariția vegetației nedorite sau a insectelor
9. Poate fi curățat cu usurință de pete (ulei, petrol etc.)
10. Design personalizat (gamă largă de modele și culori)
11. Perioada scurtă de execuție

## Materiale și unelte folosite pentru prepararea betonului amprentat
- Colorant-întăritor pentru betonul amprentat
- Aditivi color pentru betonul amprentat
- Matrițe pentru amprentare, set de forme rigide și flexibile
- Fibre din polipropilenă
- Material de decofrare (praf antilipire)
- Lacuri pentru protecție și luciu.

## Tehnologie
În tehnologia betonului amprentat se folosesc câteva materiale deosebite.
Colorantul-întăritor, disponibil într-o gamă largă de culori, este întins pe suprafața betonului crud, formând dupa uscare un strat foarte dur, rezistent 100% la acțiunea razelor ultraviolete (UV). Acesta este de fapt un amestec uscat de ciment, agregate dure, aditivi si pigmenți stabili la acțiunea razelor ultraviolete.
Materialul de decofrare, disponibil și el într-o gamă largă de culori, are rolul de a crea un efect de modulare a culorii de bază, sau - în anumite cazuri – un efect de învechire.
Suprafața astfel obținută este acoperită cu un strat de lac acrilic, care după uscare produce o peliculă dură, incoloră, stabilă la acțiunea razelor ultraviolete și cu o rezistență ridicată la acțiunea apei, a uleiurilor și a acizilor.
Datorită acestor proprietăți, tehnologia betonului amprentat poate fi folosită cu succes în orice spațiu natural sau industrial, indiferent de domeniul de activitate ce se desfășoară în acel spațiu.

## Punerea în operă
- Se verifică sculele și se procură materialele;
- Se fac măsurătorile necesare cu atenție și exactitate;
- Se pregătește terenul și se cofrează;
- Se prepară și se toarnă betonul, stratul de bază;
- Se toarnă un strat de mixtură speciala de beton, cu textură fibroasă;
- Suprafața betonului se impregnează cu un strat foarte dur de colorant-întăritor;
- Se aplică praful de decofrare;
- Se imprimă modelul ales cu ajutorul matriței de amprentare;
- Se spală și se strâng sculele și materialele rămase;
- Se lasă betonul la uscare 24 de ore;
- Se protejează suprafața cu doua straturi de lac pe bază de apă, iar după uscare cu un strat de lac acrilic.

## Utilizarea betonului amprentat
Betonul imprimat (amprentat) reprezintă o soluție alternativă pentru pavelele clasice. Acest sistem reprezintă o bună soluție pentru pavarea aleilor, trotuarelor, drumurilor de acces, parcărilor etc., având o durată de viață foarte lungă.
Se pot amenaja, amprenta și colora spații largi precum piețe, parcări, parcuri, zone de recreație, grădini publice, stații de benzină, drumuri de acces, străzi pietonale, acces spre subterane, cât și alei, trotuare, terase, piscine, garaje, curți etc.

Betonul amprentat poate fi utilizat cu succes pentru a amenaja zona din jurul unei piscine pentru că materialul, tratat corespunzător, nu este alunecos, iar aspectul este modern și estetic. 

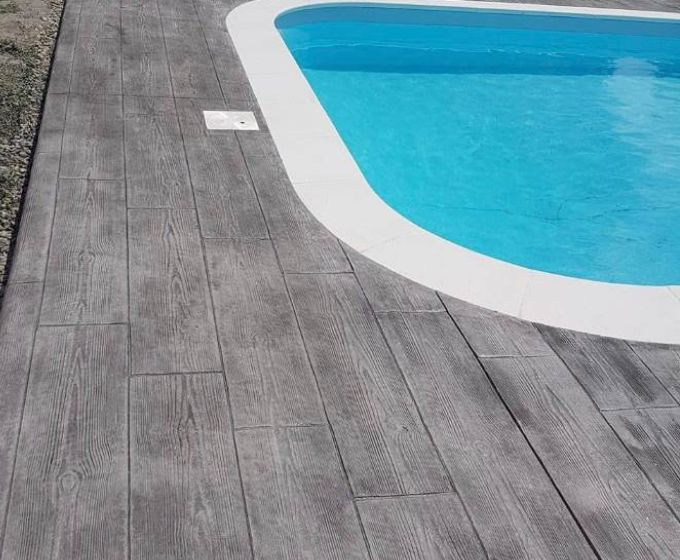
Beton amprentat centura piscina